# Волконский, Иван Фёдорович Лось
Князь Иван Фёдорович Волконский по прозванию Лось (? — 1648) — дворянин московский и воевода в Смутное время, при правлении Михаила Фёдоровича и Алексея Михайловича.
Старший сын князя Фёдора Юрьевича Волконского, владевшего двором в Туле и тульской помещицы — Марии. Младшие братья — князья Василий, Богдан, Григорий, Владимир и Лев Волконские. Рюрикович в XX поколении, из 1-й ветви князей Волконских.

## Биография
Второй воевода в походе из Серпухова в Алексин (1607). в том же году, во время осады Тулы русской армией под командованием царя Василия Шуйского, князь Иван Фёдорович командовал «нарядом» (артиллерией). На свадьбе царя Василия Шуйского значится 18-м в поезде (17 января 1608). Подписался 70-м на грамоте по избранию Михаила Фёдоровича в цари (1613). Рында на приёме английского посла (1616). Присутствовал в московском Судном приказе (1619). Второй воевода в Тобольске (10 мая 1620 — 21 мая 1623), вместе с бояриным М.М. Годуновым. Объезжий голова в Москве (1624-1626). В Боярской книге записан московским дворянином (1627). Обедал у Государя вместе с братом князем Львом (13 мая 1627). Присутствовал в Ямском приказе, потом в Холопьем приказе (1628-1648). Был на новоселье у Государя (23 ноября 1628). Обедал у Государя (29 ноября 1629).  Первый воевода у Никитских ворот в Москве при отражении набега крымских татар (1633). Пристав у турецкого посла (08 декабря 1634 и 04 февраля 1635). Встречал персидского посла в сенях Грановитой палаты (22 февраля и 12 апреля 1635). Второй распорядитель при сооружении «земляного города» и земляной вал в Москве (1638), сделал чертёж оборонительных сооружений.
Скончался (1648), не оставив после себя детей.